# Marky Mark & the Funky Bunch
Marky Mark & the Funky Bunch var en amerikansk hiphop-grupp som skådespelaren Mark Wahlberg (alias Marky Mark) var sångare i under början av 1990-talet. De är mest kända för låten Good Vibrations som tog sig upp till förstaplaceringen på Billboardlistan år 1991. 

## Karriär
Gruppens debutalbum Music for the People släpptes den 23 juli 1991. De fick stora framgångar med albumet som tog sig upp till första placeringen på Top Heatseekers-listan och plats 21 på Billboard 200. De släppte två singlar från albumet (Good Vibrations och Wildside) som båda tog sig upp inom top 10 på Billboard Hot 100. Albumet sålde guld den 15 november 1991 och platina den 14 januari 1992.
På toppen av karriären släppte de ett TV-spel som hette Marky Mark & the Funky Bunch: Make My Video, men spelet gick inte hem och anses än idag vara ett av de sämsta TV-spelen någonsin. 
Efter framgångarna med albumet Music for the People var de snabba med att spela in ett andra album med titeln You Gotta Believe som släpptes den 15 september 1992. Albumet fick dock inga större framgångar och tog sig som bäst upp till plats 67 på Billboard 200. Albumets enda singel (titellåten You Gotta Believe) blev inte heller någon större succé och tog sig bara upp till plats 49 på Hot 100. Gruppen upplöstes 1993 och släppte då låten I Want You som ingår i filmen Super Mario Bros. soundtrack.
Efter att The Funky Bunch splittrats fortsatte Marky Mark sin karriär som sångare tillsammans med reggae-musikern Prince Ital Joe. Duon släppte två album i Europa och fick en listetta i Tyskland med låten United. Mark fortsatte med musiken i några år till och drog sig tillbaka år 1998 för att istället bli skådespelare. 

## Diskografi

### Album
- 1991 - Music for the People
- 1992 - You Gotta Believe

### Singlar
- 1991 - Good Vibrations
- 1991 - Wildside
- 1993 - I Need Money
- 1993 - Peace
- 1993 - You Gotta Believe
- 1993 - Gonna Have a Good Time
- 1995 - No Mercy
- 1996 - Hey DJ

### Singlar tillsammans med Prince Ital Joe
- 1993 - Happy People
- 1994 - Life in the Streets
- 1994 - United
- 1995 - Babylon
- 1995 - Rastaman Vibrations